# العلاقات الأردنية الفرنسية
العلاقات الأردنية الفرنسية هي العلاقات الثنائية التي تجمع بين الأردن وفرنسا.

## مقارنة بين البلدين
هذه مقارنة عامة ومرجعية للدولتين:
| وجه المقارنة                                              | الأردن                   | فرنسا                                                    |
| --------------------------------------------------------- | ------------------------ | -------------------------------------------------------- |
| المساحة (كم2)                                             | 89.34 ألف                | 643.80 ألف                                               |
| عدد السكان (نسمة)                                         | 9.81 مليون               | 67.12 مليون                                              |
| الكثافة السكانية (ن./كم²)                                 | 109.81                   | 104.26                                                   |
| العاصمة                                                   | عمان                     | باريس                                                    |
| اللغة الرسمية                                             | اللغة العربية            | لغة فرنسية                                               |
| العملة                                                    | دينار أردني              | يورو، فرنك س ف ب، فرنك فرنسي، Livre tournois ‏            |
| الناتج المحلي الإجمالي (بليون دولار)                      | 40.07 مليار              | 2.58 تريليون                                             |
| الناتج المحلي الإجمالي (تعادل القوة الشرائية) بليون دولار | 82.80 مليار              | 2.87 تريليون                                             |
| الناتج المحلي الإجمالي الاسمي للفرد دولار أمريكي          | 4.94 ألف                 | 36.20 ألف                                                |
| الناتج المحلي الإجمالي للفرد دولار أمريكي                 | 12.05 ألف                | 39.33 ألف                                                |
| مؤشر التنمية البشرية                                      | 0.748                    | 0.888                                                    |
| رمز المكالمات الدولي                                      | +962                     | +33                                                      |
| رمز الإنترنت                                              | .jo                      | .fr، .bzh ‏، .tf، .re، .wf، .yt، .pm، .paris              |
| المنطقة الزمنية                                           | ت ع م+02:00، ت ع م+03:00 | أوروبا/باريس ‏، توقيت وسط أوروبا، توقيت وسط أوروبا الصيفي |

## منظمات دولية مشتركة
يشترك البلدان في عضوية مجموعة من المنظمات الدولية، منها:
| علم المنظمة | اسم المنظمة                               | تاريخ انضمام الأردن | تاريخ انضمام فرنسا |
| ----------- | ----------------------------------------- | ------------------- | ------------------ |
|             | مؤسسة التنمية الدولية                     | 4 أكتوبر 1960       | 30 ديسمبر 1960     |
|             | يونسكو                                    | 14 يونيو 1950       | 4 نوفمبر 1946      |
|             | وكالة ضمان الاستثمار متعدد الأطراف        | 12 أبريل 1988       | 28 ديسمبر 1989     |
|             | الأمم المتحدة                             | 14 ديسمبر 1955      | 24 أكتوبر 1945     |
|             | الاتحاد البريدي العالمي                   | ?                   | ?                  |
|             | البنك الدولي للإنشاء والتعمير             | 29 أغسطس 1952       | 27 ديسمبر 1945     |
|             | الاتحاد الدولي للاتصالات                  | 20 مايو 1947        | 1866               |
|             | منظمة حظر الأسلحة الكيميائية              | ?                   | ?                  |
|             | مؤسسة التمويل الدولية                     | 20 يوليو 1956       | 20 يوليو 1956      |
|             | المركز الدولي لتسوية المنازعات الاستشارية | 29 نوفمبر 1972      | 20 سبتمبر 1967     |
|             | منظمة التجارة العالمية                    | ?                   | 1995               |
|             | منظمة الشرطة الجنائية الدولية             | ?                   | ?                  |

## وصلات خارجية
- موقع وزارة الخارجية الأردنية
- موقع وزارة الخارجية الفرنسية